# Аноним Валезия
Аноним Валезия (Anonymus Valesianus), также Excerpta Valesiana I и II — условное название латинского текста, который был впервые опубликован французским учёным Анри де Валуа (лат. Henricus Valesius, 1603—1676) в приложении к его изданию Аммиана Марцеллина (1636). Название не вполне точно отражает содержание текста, так как фактически речь идёт о двух разных сочинениях, которые не имеют между собой ничего общего, кроме того, что оба связаны с историей поздней античности. Тексты происходят из средневековой рукописи VIII или IX века, созданной в Вероне, которая теперь хранится в Государственной библиотеке в Берлине (MS Philipps 1885, f. 30v — 36 v).

## Отрывок I
Отрывок I известен также под названием «Происхождение императора Константина» (Origo Constantini Imperatoris) и посвящён истории императора Константина Великого. Неизвестный автор был язычником и писал вскоре после смерти императора в 337 году. Предположительно он пользовался в качестве одного из источников биографией Константина, составленной Праксагором Афинским, ныне утраченной, но известной ещё Зонаре. В то же время в «Происхождении Константина» много общего с сочинениями других позднеантичных авторов, таких, как Евтропий и Аврелий Виктор. Скорее всего, они пользовались одними и теми же источниками. Позднее в текст было сделано несколько вставок христианского характера, в основном, вероятно, заимствованных из истории Орозия.
Автор был хорошо осведомлен о государственной деятельности и личной жизни Константина, и многие сообщаемые им сведения больше нигде не встречаются. Особенно важна информация о раннем периоде жизни Константина: автор подтверждает, что Константин родился в Наиссе, сообщает данные о карьере его отца Констанция, об отъезде Константина к отцу в Британию.

## Отрывок II
Теодор Моммзен назвал второй отрывок «Теодориховой хроникой» (Chronica Theodericiana). Это сочинение посвящено истории Италии, начиная с царствования Юлия Непота и до кончины остготского короля Теодориха Великого. «Теодорихова хроника» представляет собой один из важнейших источников по истории остготской Италии. Анонимный автор (возможно, два автора, так как в тексте прослеживается две разных оценки личности Теодориха) писал приблизительно в середине VI века и был настроен против арианства. Создатель хроники проживал в Равенне или, по крайней мере, имел особую заинтересованность в этом городе.
Описывая события, связанные с падением Западной Римской империи в 476 году, автор не признаёт законности власти Юлия Непота и считает, что со своим бегством из Равенны он фактически перестал быть императором. Некоторые сведения, сообщаемые в этом отрывке, уникальны и не содержатся ни в каких других источниках. В их числе — упоминание о дальнейшей судьбе Ромула Августула.
Хотя автор восхваляет политику единения между римлянами и готами, которую проводил Теодорих, в конце концов, он оценивает его личность негативно, осуждая жестокую казнь Боэция по приказу короля. «Король Теодорих, — сообщает автор, — был неграмотен и настолько тупоумен, что за десять лет не смог выучить четыре буквы подписи под своим эдиктом. Поэтому он велел сделать золотую табличку с прорезями и четырьмя буквами LEGI; если он хотел подписаться, то клал табличку на пергамент и проводил по ней пером, так что казалось что это как бы его подпись».

## Издания и переводы (в хронологическом порядке)
- Origo Constantni imperatoris sive Anonymi Valesiani pars prior; Anonymi Valesiani pars posterior // Monumenta Germaniae Historica. Auctores antiquissimi. Vol. IX: Chronica minora Saec. IV. V. VI. VII. Vol. I. Berolini, 1892. P. 1-11; 259, 306—328 онлайн
- Excerpta Valesiana / Ed. J. Moreau. Leipzig, 1961
- König I. Origo Constantini: Anonymus Valesianus 1. Verl. Trierer Histor. Forschungen. Trier 1987 (немецкий перевод, комментарий).
- Lieu S.N.C., Montserrat D. From Constantine to Julian: Pagan and Byzantine Views. A Source History. New York 1996. P. 39-62 (только Origo Constantini Imperatoris; transl. by Jane Stevenson) ISBN 0-415-09335-X
- König I. Aus der Zeit Theoderichs des Großen. Einleitung, Text, Übersetzung und Kommentar einer anonymen Quelle. Wissenschaftliche Buchgesellschaft, Darmstadt 1997.
- Аноним Валезия. Извлечения / пер. В. М. Тюленева // Формы исторического сознания от поздней античности до эпохи Возрождения (Исследования и тексты). Сборник научных трудов памяти Клавдии Дмитриевны Авдеевой. Иваново. Ивановский государственный университет. 2000.